# 珍珠白沙羅
珍珠白沙羅是馬來西亞雪蘭莪州八打靈再也的一个新兴城镇，距離附近的萬達镇约2公里。

## 高級住宅區計畫
珍珠白沙羅的住宅區主要規劃為高級住宅區，當地主要的房屋種類為獨立式洋房、高級排屋、高級公寓等。當地的發展主要分為三個部分於不同時期進行。

## 珍珠白沙羅商圈
由The Curve、IPC 购物中心、莲花超市珍珠白沙罗店、Royale Bintang Hotel和最新的苏丽雅塔（Surian Tower）組成的珍珠白沙羅商圈，是近來新崛起的新商圈。該商圈的主要競爭對手為武吉免登商圈（Bukit Bintang）、鄰近的萬達廣場（1 utama）、陽光廣場（Suria KLCC）、雙威金字塔等。交通不方便曾是它的弱點，從吉隆坡市區通往此地往往需要轉乘幾種不同的交通工具或轉換幾趟不同的巴士，因此曾经很少遊客到達此地，當地主要的客源是來自當地的居民。通往當地的高速公路有白蒲大道、新巴生河流域大道（NKVE）、苏丽雅大街（Persiaran Surian）和西部疏散大道本查拉线路。随着加影线珍珠白沙罗站于2016年尾运营，以及當地是大吉隆坡的高尚住宅區，使得交通不方便的问题迎刃而解。

### The Curve
擁有三層樓、商舖數量達250間、面積達680,000平方呎（63,000m²）及擁有2400個停車位的The Curve，是馬來西亞第一家擁有仿照美國小鎮大街露天設計的商場，改變了馬來西亞人認為購物應該是在封閉的商場進行的思想，也是該商圈最大的商場。除了商場，The Curve還附有一家4星級的商務飯店，可通过行人天桥前往珍珠白沙罗站。

### IPC 购物中心
一座四層樓的商場，面積39,018平方米，於2004年開幕。佔了它超過一半面積的宜家（Ikea）是其在亞洲最大的分店，也是馬來西亞的第一家宜家。該商場以貴精不貴多為設計概念，諾大的商場只有數十間商舖，租戶主要是各廠商在馬來西亞的旗艦店，如：宜家、大眾書局、Cold Storage、Citadium、Hytex Town、The pet Safari、Ace Hardware、Macy、Padini Concept Store、Aussino等...

### 莲花超市珍珠白沙羅店

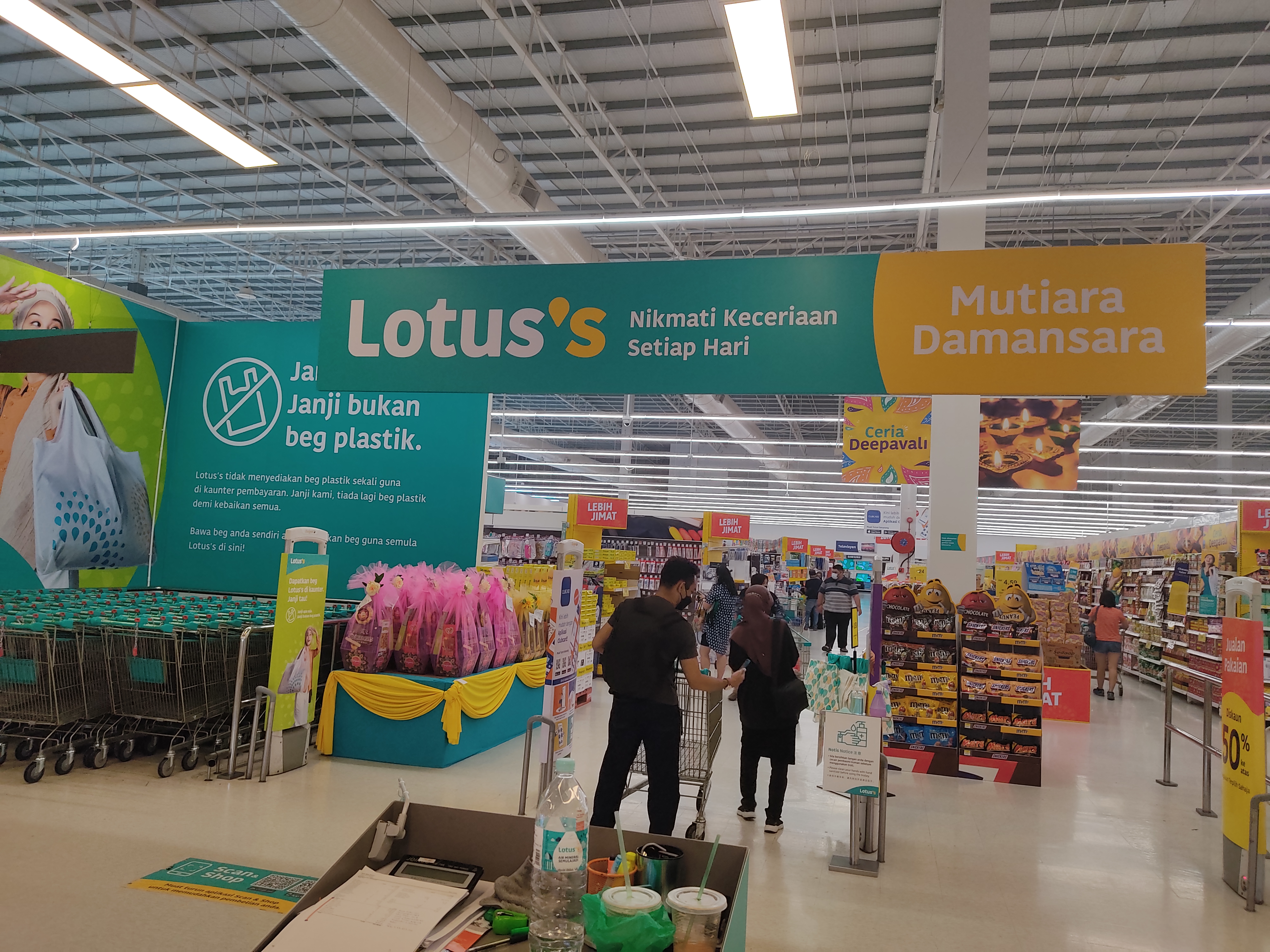
莲花超市

是英資的特易購集團在馬來西亞開設的第三間分店。於2003年3月開幕，是珍珠白沙羅第一家商場，市場的面積達25,000平方呎（2,300m²），在霸級市場外圍還有一些小店舖。2021年开始更名为莲花超市（Lotus's）。

### 白沙羅影城
是來自新加坡的國泰集團所擁有的，是仿效新加坡烏節路的烏節路影城而建。面積達200,000平方呎（20,000m²），除了擁有10個螢幕的國泰影院之外，還有保齡球場、服裝店、精品店、食肆、夜店等…是以時下熱愛潮流的年輕人為目標。

### Royale Bintang Hotel
是當地的新地標，擁有150間客房的4星級商務飯店，室内还拥有一间溜冰场。

## 交通

### 公共交通
KG08  珍珠白沙罗站是这里唯一的铁路车站。快捷通巴士也提供珍珠白沙罗连接至 KJ24  格拉那再也站的服务（802线路）。

### 车
白蒲大道 是这里的主要公路，也可通过西部疏散大道的本查拉线路前往泗岩沫。